# Назарків Ганна Володимирівна
Ганна Володимирівна Назарків (до шлюбу Медвідь; нар. 20 березня 1969, с. Вікторівка, Тернопільська область) — українська медсестра, літераторка, публіцистка. Членкиня Національної спілки письменників України (2019).

## Життєпис
Ганна Медвідь народилася 20 березня 1969 року в селі Вікторівці, нині Козівської громади Тернопільського району Тернопільської области України.
Закінчила Кременецьке медичне училище (1987). Відтоді працює медсестрою в Козівській центральній районній клінічній лікарні.
Членкиня літературного об'єднання при Тернопільській обласній організації НСПУ (від 2006).

## Доробок
Авторка збірок поезій «Кольорові сни» (2001), «На вершині літа» (2006), «Сонячне зайчатко» (2015), «Я поділюсь краплинкою тепла» (2017), «Вибране» (2019).
Твори опубліковані в газетах «Вільне слово», «Вільне життя», «Свобода» «Профспілкові вісті», «Ваше здоров'я», альманасі «Подільська толока», збірнику «Літературна творчість працівників охорони здоров'я України» (2008), журналі «Літературний Тернопіль» та інших.
2017 року її збірка «Я поділюсь краплинкою тепла» увійшла в топ-10 новинок-поезій «Book Forum Lviv».

## Нагороди
- лавреатка II Тернопільського обласного поетичного конкурсу імені Володимира Вихруща (2002);
- лавреатка I премії III Всеукраїнського фестивалю «Ліра Гіппократа-2007»;
- переможниця літературних конкурсів «Жіночі історії-2005» (газета «Вільне життя»), гумору і сатири «Пательня шкварків», «Вишневі усмішки» (міська «Просвіта»).